# Bosco Macchia di Ponente
Bosco Macchia di Ponente este o arie protejată (arie specială de conservare — SAC, sit de importanță comunitară — SCI) din Italia întinsă pe o suprafață de 13 ha, integral pe uscat.

## Localizare
Centrul sitului Bosco Macchia di Ponente este situat la coordonatele 39°58′09″N 18°20′07″E / 39.969167°N 18.335278°E.

## Înființare
Situl Bosco Macchia di Ponente a fost declarat sit de importanță comunitară în iunie 1995 pentru a proteja 1 specie de plante și 2 specii de animale. Situl a fost protejat și ca arie specială de conservare în iulie 2015.

## Biodiversitate
Situată în ecoregiunea mediteraneană, aria protejată nu include niciun habitat protejat.
La baza desemnării sitului se află mai multe specii protejate:
- plante (1): Stipa austroitalica
- reptile (2): șarpele cu patru dungi (Elaphe quatuorlineata), elaphe situla (Zamenis situla)

Pe lângă speciile protejate, pe teritoriul sitului au mai fost identificate 4 specii de plante, 1 specie de amfibieni, 3 specii de reptile.